# Kędzierz
Kędzierz (do 14 lutego 1968 Kandzierz) – wieś w Polsce położona w województwie podkarpackim, w powiecie dębickim, w gminie Dębica.
| SIMC    | Nazwa   | Rodzaj    |
| ------- | ------- | --------- |
| 0818249 | Zagrody | część wsi |

W latach 1975–1998 miejscowość administracyjnie należała do województwa tarnowskiego.